# Planck-energia
A Planck-energia az energia természetes egysége, jele EP.
{\displaystyle E_{p}={\sqrt {\frac {\hbar c^{5}}{G}}}\approx }
1,956·109 J
{\displaystyle \approx } 1,22·1019 GeV
{\displaystyle \approx } 0,5433 MWh
ahol
{\displaystyle c\,} a fénysebesség vákuumban
{\displaystyle \hbar } a redukált Planck-állandó
{\displaystyle G\,} a gravitációs állandó
A Planck-energia – az energia-tömeg ekvivalencia értelmében – ekvivalens a Planck-tömeggel, ami kb. egy kis bolha tömege. A Planck-energia kb. egy átlagszemély 12 heti elektromos fogyasztása, vagy egy átlagamerikai 2 heti fogyasztása (2001-es adatok). Az Ó-Istenem részecske, amit 1991-ben figyeltek meg 50 J energiával, kb. 25 milliárdod része a Planck-energiának.
Bár a Planck-energia makroszkopikus mennyiségű energia, mégis fontos mennyiségnek gondolják a részecskefizikában, amint a gravitációt is figyelembe vesszük. A Planck-energia nemcsak az az energia, ami a Planck-hossz szondázásához kell, hanem valószínűleg a maximális energia is, ami abba a méretbe belefér – és ami valószínűleg azonnal összeomlik egy fekete lyukká.
Részecskefizikusok és kozmológusok gyakran használják a redukált Planck-energiát, ami
{\displaystyle {\sqrt {\frac {\hbar {}c^{5}}{8\pi G}}}} ≈ 0,390·109 J ≈ 2,43·1018 GeV
A beledefiniált 8π faktor számos gravitációs egyenletet egyszerűsít.

## Lásd még
- Planck-egységek